# The Battle for Wesnoth
Битва за Весно́т (англ. The Battle for Wesnoth) — це покрокова стратегія у жанрі фентезі, що була придумана австралійцем Девідом Вайтом (David White). Розробка гри розпочалася у червні 2003 року, а 3 жовтня 2005 року була випущена її перша релізна версія. Метою гри є побудова сильної армії та захоплення контролю над селами для перемоги над ворогом. Вайт взяв багато елеметів Wesnoth із сюжету відеоігор для платформи Sega Genesis: Master of Monsters та Warsong. Він прагнув створити вільно-доступну стратегію з відкритим кодом, яка має дуже прості правила, але при цьому із сильним штучним інтелектом та складним і цікавим ігровим процесом.
Гра доступна за умовами ліцензії GPL для більшості популярних операційних систем.

## Ігровий процес
Битва за Веснот — покрокова стратегія на гексагональній карті. Стратегія бойових дій включає в себе битви на сприятливій для різних бійців місцевості та в сприятливий час доби. Іншим важливим елементом є захоплення поселень, які дають золото для вербування та утримання бійців, а також використання зон контролю бійців для обмеження пересування супротивника. Партії Wesnoth проходять як у вигляді кампанії для одного гравця, так і багатокористувацьких матчів.
Кожен боєць у Wesnoth має свої сильні та слабкі боки. Захист бійця залежить від місцевості, на якій він знаходиться. Наприклад, в ельфів дуже важко поцілити, коли вони знаходяться у лісі. Різні види атак (ближня чи дистанційна), типів зброї (ріжуча, колюча, ударна) чи магічного нападу (вогонь, холод, містичний напад), а також зміна дня і ночі мають значний вплив на кількість шкоди, що завдає та отримує боєць. Під час бойових зіткнень бійці отримують досвід і можуть просунутись до наступного рівня, стаючи при цьому сильнішими.
Філософія дизайну гри ґрунтується на принципі «KISS» - будь-яка нова ідея не має ускладнювати ігровий процес. Іншою особистістю гри є фактор випадковості та маніпуляції над ним. Гравець ніколи не може бути впевнений, чи атаки його бійців влучать в ціль; сама гра відображає лише імовірність успіху. За думкою розробників гри, фактор випадковості додає грі повторюваності та стратегічної глибини.

## Світ гри

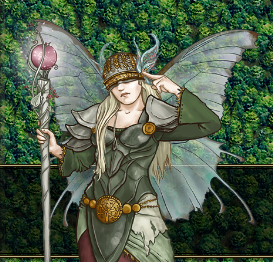
Зображення сильфи у Весноті, створене Катрін Полікейт.

Дії гри відбуваються у світі, населеному такими толкінськими расами, як люди, ельфи, гноми, орки і тролі, а також унікальними расами Веснота, як драконоподібні дрейки. Ігрові кампанії мають місце впродовж всієї історії та на всіх куточках ігрового світу, але в основному зосереджуються на однойменному королівстві людей Веснот, яке часто є об’єктом нападу орків та живих мерців.
Назва Веснота була спочатку придумана творцем гри як поєднання складів, що на його думку була б милозвучною для гри у жанрі фентезі. Коли проект розрісся і став складнішим, розробники створили вигадану етимологію для назви: жителі землі Веснот прийшли із заходу (англ. west) та півночі (англ. north), даючи назву Westnorth, яка зрештою перетворилася у Wesnoth. Ця етимологія пояснюється у кампанії Становлення Весноту.

## Підтримка модифікацій

### Доповнення
Гра підтримує створення та поширення додаткового контенту, створеного користувачами (наприклад, нових кампаній, карт та "епох" для багатокористувацької гри) завдяки вбудованій системі "доповнень". Їх можна завантажувати та поширювати через вбудований сервер доповнень або вручну, розміщуючи файли доповнення у ігровій директорії.

### Редактор карт
Battle for Wesnoth має вбудований редактор карт, який дозволяє створювати нові карти - як власні, так і випадкові. Редактор карт повністю підтримує усі види місцевості, доступні як у самій грі, так і у встановлених доповненнях. Підтримується зміна циклу дня і ночі, а також створення власної схеми освітлення карти. Редактор також дозволяє працювати з декількома відкритими картами одночасно.

### WML
За допомогою будь-якого текстового редактору гравці можуть самостійно створювати додатковий контент, використовуючи мову WML (англ. Wesnoth Markup Language). Мова WML має багато спільних елементів з іншими мовами розмітки і дозволяє створювати власні кампанії, сценарії для створених карт, бойові одиниці і так далі. За час існування гри WML перетворилася з простої мови розмітки на вузькоспеціалізовану мову програмування, яка дозволяє легко модифікувати ресурси гри. Актуальна документація по використанню WML завжди доступна на офіційній вікі Wesnoth..

### Lua
Починаючи з версії 1.7, творці контенту можуть вбудовувати у події WML скрипти, написані на мові Lua. Її також можна використовувати для створення альтернативних імплементацій штучного інтелекту гри.

## Розробка
Гра написана мовою програмування C++. Розробка Wesnoth децентралізована через її вільний та відкритий вихідний код. Часто офіційні кампанії і юніти в комплекті з грою створюються на основі користувацького контенту. Форуми і вікі Wesnoth використовуються для розробки нових кампаній, у тому числі нових типів юнітів та графічного оформлення. Гра дає можливість завантажити різноманітні модифікації, включаючи кампанії, нові режими багатокористувацької гри та інші пакети ресурсів з центрального серверу додатків. Вміст розміщених на офіційному сервері модифікацій повинен бути доступний за умовами ліцензії GNU GPL, як і сама гра.
Станом на серпень 2020 року гра доступна 52 мовами, 12 з яких мають більш ніж 95% рівень перекладу.